# Kalamata
Kalamata o Kalamai (//ⓘ en griego: Καλαμάτα) es la capital de la unidad periférica de Mesenia, en la periferia del Peloponeso. Es la segunda ciudad más poblada del Peloponeso después de Patras.

## Historia
La historia de Kalamata comienza con Homero, que menciona a Fares, una ciudad antigua construida más o menos donde se encuentra el actual castillo de Kalamata. Se creía que durante la antigüedad el área que ocupa actualmente la ciudad estaba cubierta por el mar, pero los restos protogriegos y arcaicos (como el templo de Poseidón) desenterrados en la región de Akovitika prueban lo contrario.
Veneciana desde 1685, fue ocupada por los otomanos en 1715. El 23 de marzo de 1821 es tomada por las tropas griegas, siendo la primera ciudad importante en poder de los independentistas griegos.

## Geografía
Kalamata se halla a la orilla del mar Jónico, hacia el centro del golfo de Mesenia. Hacia el lado oriental de esta ciudad se encuentra la célebre cordillera del monte Taigeto, que termina en la península de Mani y que separa la Mesenia de la Laconia, cuya capital es Esparta. En la provincia de Mesenia, los distritos limítrofes a Kalamata son los de Messíni y Kardamili.
Se ubica unos 60 km al SE de Kyparissia y la GR-9, aproximadamente 120 km al SSE de Pirgos, aproximadamente 80 km al SSO de Trípoli y 60 km de Esparta y unos 8 km al este de Messíni.

## Gastronomía

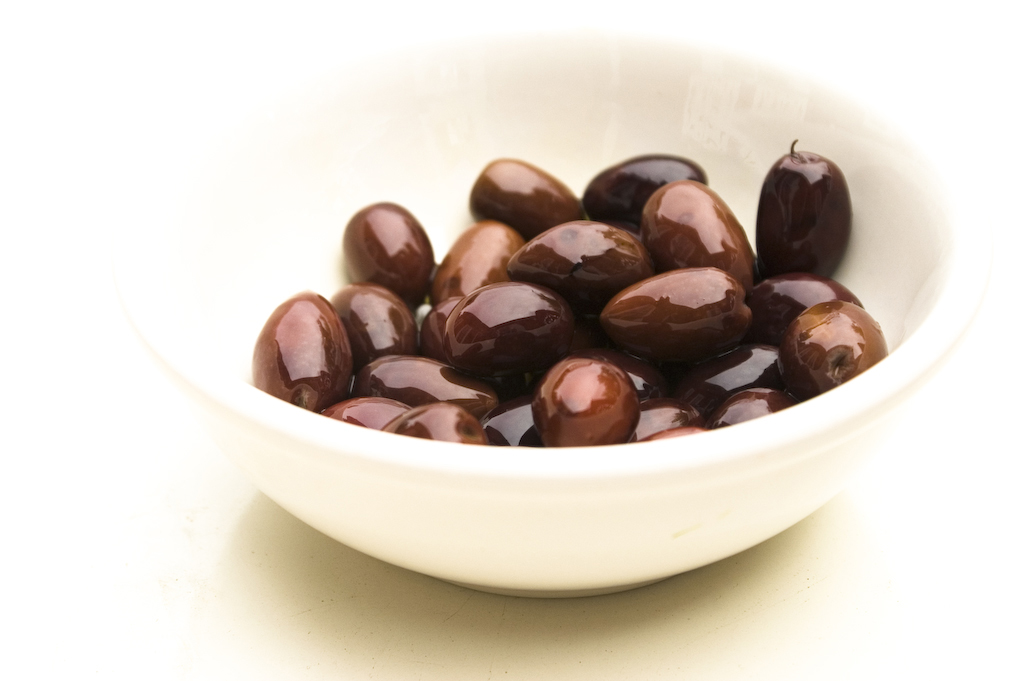
Cuenco de aceitunas kalamata

La aceituna kalamata es una oliva grande, negra, con una textura suave, carnosa.
La gurunopula es otra comida típica de la región. Se trata de cerdo muy lentamente asado que resulta un encanto para el paladar.
El pasteli es una especie de turrón cuyos ingredientes principales son el sésamo y la miel. Se produce en Kalamata y es famoso por sus propiedades saludables.

## Turismo
Kalamata posee un importante puerto turístico (muy frecuentado por veleros); y es, por otra parte, el mayor centro comercial del Peloponeso tras Patras. 
Aparte de restos arqueológicos, esta ciudad cuenta con una discreta atracción balnearia que se desarrolla principalmente en los entornos. Durante los últimos cinco años y con la renovación del Aeropuerto Internacional de Kalamata, el turismo va aumentando cada año. Los últimos tres años también recibe varios cruceros. A raíz de la inauguración de Costa Navarino y la posición de Mesenia en el mapa turístico, la zona está en auge, ya que recibe gran número de visitantes. La gente de la región apuesta fuerte para que Kalamata y sus alrededores sean un ejemplo de turismo sostenible, ecológico y creativo.

## Transportes
Kalamata se conecta con Atenas con una autopista nueva y moderna (Α7). La distancia es de 240 km y en coche se tarda 2 h y 20 min. El coste de peajes es alrededor de 11 €.
La estación ferroviaria de Kalamata se encuentra en la confluencia de dos líneas de vía estrecha; una desde Patras, la otra desde Atenas. La vieja estación, situada en el centro urbano, se ha convertido en un parque de recreo (Parko Stathmou o Parque de la Estación), en el cual han quedado varios viejos vagones de pasajeros y una locomotora de vapor.
La principal ruta en la que se encuentra esta ciudad es la E55, procedente de Helsingborg (Suecia) y que culmina en esta ciudad mesenia.
En las proximidades de Kalamata, cerca del límite con Messíni, se ubica el Aeropuerto Internacional de Kalamata (IATA : KLX – ICAO : LGKL), inaugurado en 1959, que en 2011 pasó a llamarse Aeropuerto Kapetan Vasilis Konstantakopoulos. Durante  el verano, este aeropuerto se conecta con más de veinte ciudades europeas.

## Instituciones
Destacan la sede de la Universidad del Peloponeso y la del arzobispado ortodoxo.